# پتاسیم فتالیمید
پتاسیم فتالیمید (به انگلیسی: Potassium phthalimide) با فرمول شیمیایی C۸H۴KNO۲ یک ترکیب شیمیایی است. که جرم مولی آن ۱۸۵٫۲ g/mol می‌باشد. شکل ظاهری این ترکیب، جامد زرد روشن است.